# Air de ballet
L'Air de ballet est une œuvre orchestrale d'Augusta Holmès composée en 1870.

## Contexte historique
Augusta Holmès compose sa pièce en 1870. Sur le manuscrit, on peut lire notamment « œuvre de jeunesse. devoir », laissant penser par cet ajout postérieur que l'œuvre n'est probablement pas de la qualité qu'espérait la compositrice.

## Structure
La pièce est faite d'un seul mouvement.

## Orchestration
| Cordes                                                                    |
| ------------------------------------------------------------------------- |
| violon solo, violons, altos, violoncelle solo, violoncelles, contrebasses |
| Bois                                                                      |
| piccolo 2 flûtes, 2 hautbois, 2 clarinettes en si bémol, 4 bassons,       |
| Cuivres                                                                   |
| 2 cors en mi ,                                                            |
| Percussions                                                               |
| timbales en la et mi , cymbales, triangle                                 |